# Jelena Guro
Jelena (Eleonora) Genrichovna Guro, (Jelena Genrichovna Matiusjina som gift), pseudonym Eleonora von Notenberg, född 30 maj 1877 i S:t Petersburg (18 maj g.s.), död 6 maj (23 april g.s.) 1913 i Nykyrka i Viborgs län var en rysk poet, prosaist och konstnär. Hon var en av få kvinnor att inneha en framstående roll i den tidiga futuristiska litteraturen i Ryssland. 

## Biografi
Eleonora (Jelena) Guro föddes 1877 i Sankt Petersburg i Ryssland. Jelenas far, Genrich Gelmut (Genrich Stepanovitj) Guro var en högt uppsatt militär och Jelenas mor, Anna Michajlovna (flicknamn Tjistiakova), var en begåvad konstnär. Tack vare faderns statliga arbete erhöll Jelena både en statlig pension och en fastighet i Finland, som hjälpte henne i sin karriär. Både Jelena och systern Jekaterina (gift Nizen) var författare. Jelena gifte sig 1906 med kompositören Michail Matiusjin.
Familjenamnet Guro kommer från det franska namnet Gouraud, eftersom släkten härstammar från franska hugenotter.